# Smar Equipamentos Industriais
A Smar é uma empresa multinacional brasileira que atua fornecendo produtos e serviços no ramo de automação industrial.

## Histórico
A Smar foi fundada em 1º de abril de 1974 por Mauro Sponchiado e José Martinussi tendo como objetivo inicial prestar serviços de campo para turbinas a vapor do setor açucareiro. Prestou serviços para turbinas a vapor até 1974, quando a indústria sucro-alcooleira começou a adotar novas turbinas com reguladores de velocidade eletrônicos.
Em 1978, quatro anos após sua fundação, e com a chegada de novos sócios, a Smar mudou o foco e assumiu a missão de fornecer sistemas avançados de controle e instrumentação. Diante do novo objetivo, os fundadores buscaram assessoramento com engenheiros de uma empresa vizinha. Foi quando Edmundo Gorini, Paulo Lorenzato e Carlos Liboni aceitaram o convite e se tornaram sócios da Smar.
O capital proveniente da prestação de serviços em turbinas proporcionou os trabalhos iniciais em Pesquisa e Desenvolvimento e possibilitou o desenvolvimento de um sistema para controlar quantidade de cana-de-açúcar a ser utilizada nos cortadores e moendas. O sucesso deste projeto deu condições de continuar a investir no desenvolvimento de novos produtos voltados para o setor sucro-alcooleiro.
O programa Pró-Álcool, do governo federal, impulsionou o crescimento da Smar.
Mais de 50 produtos e sistemas foram desenvolvidos para o setor sucroalcooleiro, berço comercial da empresa. Diante de uma crise histórica deste setor no início dos anos 80, a empresa foi forçada a desenvolver mercados alternativos. Estes novos mercados exigiam uma nova família de produtos, de aplicação mais genérica e que pudesse competir com os equipamentos importados que dominavam o mercado brasileiro. Somado a isto existia o desejo político de desenvolvimento tecnológico no Brasil que incentivava as empresas nacionais a investirem nesta direção.
Em 1986, a Smar começava a atuar no mercado internacional.
Em 1988, a Smar se torna a maior fabricante de instrumentos para controle de processos no Brasil.
Em 1991 uma nova geração de instrumentos baseada no protocolo HART era lançada. O protocolo HART nasceu suportado pelos maiores fabricantes de instrumentação do mundo e foi o primeiro passo na direção de estabelecer uma comunicação digital entre o painel de controle e os instrumentos de campo. A Smar foi a primeira empresa brasileira a fazer parte de uma organização normativa.
Problemas internos de gestão, notadamente tributária, aliados a crise que se abateu sobre o setor a partir de 2007 com a extinção de novos projetos ‘greenfield’ e drástica redução dos ‘brownfield’, mais a inadimplência provocada por grande e expressivo número de usinas que deixaram de pagar seus fornecedores, foram as principais causas para o ocaso que a empresa vive. A recomendação do Ministério Público Federal em 2008 de que a Petrobras (um dos maiores clientes da Smar) devia cancelar contratos com a Smar é uma conseqüência seria desses problemas tributários. Porem, os mandados de prisão de 2004 contra os diretivos da Smar sugerem que a inviabilidade do modelo de gestão da Smar já era bem anterior aos problemas da crises de 2007.
Depois de atingir um pico de 1300 funcionários, em outubro de 2015 trabalham na Smar aproximadamente 370 funcionários.
En setembro de 2013 a Smar entra com um pedido de recuperação judicial. Apenas 1% das empresas brasileiras que entram em recuperação judicial sobrevivem. Em março de 2014 a Polícia Federal de Ribeirão Preto prendeu o presidente do Conselho Deliberativo da Smar Equipamentos Industriais, Edmundo Rocha Gorini. Segundo o  delegado da PF Paulo Vibrio Junior "este grupo comete crimes desde 1984. A ficha deles é um passeio pelo Código Penal".
No ano de 2016, o administrador judicial, Ricardo Sayeg, nomeou um novo comitê gestor para elaborar relatório conclusivo de viabilidade econômica-empresarial da empresa que entrou em recuperação judicial ou, alternativamente, em caso de inviabilidade de continuidade das atividades da antiga Smar, analisar a viabilidade de uma continuação de negócio e venda judicial da Smar como Unidade Produtiva Isolada, como ativo, para terceiros em hipótese de falência.
Para compor o comitê, foram eleitos, em assembleia de credores, o antigo diretor de desenvolvimento da empresa, o Sr. Libânio Carlos de Souza, um dos antigos gerentes do departamento de engenharia de aplicações, o Sr. Ricardo Max Kowalski Argolo, e o operador de máquinas, o Sr. Rogério Lima de Souza “Rogerinho”.
Em abril de 2017, quando teve a audiência pública, realizada pelo juiz Marcelo Asdrúbal Augusto Gama, o comitê gestor apresentou um plano de negócios para a criação da Nova Smar S/A, Unidade Produtiva Isolada, para dar continuidade aos negócios da empresa e pagar parte das dívidas rescisórias dos colaboradores.
O plano de continuação dos negócios da marca Smar foi apoiado pela maioria dos colaboradores e pela comunidade sertanezina: ex-prefeito José Alberto Gimenez “Zezinho Gimenez”, secretários municipais, Câmara de Vereadores, CEISE, Sindicato dos Metalúrgicos e vários empresários da cidade de Sertãozinho/SP.
Em outubro de 2017, foi decretada falência da antiga empresa e a criação da Nova Smar S/A. O comitê gestor foi nomeado para diretoria da nova empresa com o Sr. Libânio ocupando a posição de diretor-presidente e os senhores Ricardo e Rogério, ocupando a posição de diretores-executivos. A decisão estabeleceu um precedente no Judiciário e foi possível devido a nova lei de falência que prevê as formas e alternativas para verificar sobre as falências das empresas.
Nestes cinco anos da Nova Smar, a marca recuperou força, operando com resultados positivos auditados externamente e cumprindo com suas obrigações tributárias rigorosamente em dia.
A marca Smar voltou a liderar a geração de tecnologia para o setor de automação mundial, assim como aconteceu com a tecnologia “fieldbus”.

O DNA da Nova Smar S/A é a produção de tecnologia para o setor de automação industrial, é a única empresa do setor de automação a fornecer hardware e software para parceiros e concorrentes, investe 10% do seu faturamento em desenvolvimento, faz uso dos incentivos fiscais da “Lei do Bem” e possui a linha de produtos mais avançados no mercado de automação, por estas razões incorporou o novo slogan “Smar, Technology Company”.